# Джон Доггетт
Джон Джей Доґґетт (англ. John Jay Doggett; нар. 4 квітня 1960) — персонаж фантастичної франшизи, яка ґрунтується навколо телесеріалу «Цілком таємно». Роль виконав Роберт Патрік. Доґґетт — спеціальний агент ФБР. В 1970-80-х роках служив у Корпусі морської піхоти США. Працював в Департаменті поліції Нью-Йорка. Після смерті сина приєднався до відділу кримінальних розслідувань ФБР. У 2000 році заступник директора ФБР, Елвін Керш призначив Доґґетта працювати в спеціальному відділі з грифом «X», як партнера Дейни Скаллі, після невдалих пошуків зниклого в кінці 7 сезону спеціального агента Малдера. Не з'являвся в жодному із фільмів за мотивами серіалу.

## Біографія
| Піноккіо | Це незавершена стаття про літературного персонажа. Ви можете допомогти проєкту, виправивши або дописавши її. |